# Federico Crovari
Federico Crovari (Milano, 20 aprile 1975) è un dirigente sportivo ed ex calciatore italiano.
Dal 2015 entra a far parte dell'area scouting della società sportiva Juventus Football Club. Dal 2022 diventa responsabile dell'area Under 20 Italy Scouting della società sportiva Juventus Football Club.

## Carriera

### Giocatore
Cresciuto nella società sportiva US Aldini Unes di Milano e nel settore giovanile del Monza, il debutto nel calcio professionistico di Federico Crovari arriva nella stagione 1994-95 e più precisamente nella partita Alessandria-Monza, valevole per la 23ª giornata del campionato di Serie C1. Mister Simone Boldini decide di farlo entrare in campo al 77' al posto di Daniele Guerzoni. In quella stagione, Crovari colleziona 4 partite. L'anno successivo si trasferisce alla Solbiatese in Serie C2, dove acquisisce esperienza collezionando 21 presenze. Rientra nella file del Monza giocando 7 partite nel campionato di Serie C1 della stagione 1995-96.
L'annata successiva è estremamente positiva sia a livello individuale, diventando un titolare fisso della formazione allenata prima da Giorgio Rumignani e successivamente da Luigi Radice con 2 gol realizzati in 23 partite nella stagione regolare e 1 gol in 3 partite nei playoff, sia a livello di squadra con una promozione in Serie B. Decisiva la finale giocata allo Stadio Paolo Mazza di Ferrara il 15 giugno 1997 e vinta dal Monza per 3-2 contro il Carpi.
Nella sua prima stagione in Serie B, sotto la guida prima di Luigi Radice e successivamente di Bruno Bolchi, mette a referto 31 presenze con 4 reti ottenendo una comoda salvezza. Inizia il campionato 1998-1999 con i gradi da capitano e, dopo aver giocato 13 partite con 2 gol realizzati, viene acquistato dalla Lazio.
In una squadra infarcita di campioni e allenata da Sven Goran Eriksson, la Lazio si aggiudica l'ultima edizione nella storia della Coppa delle Coppe 1998-1999 e Crovari debutta nella competizione nel quarto di finale giocato allo Stadio Olimpico di Roma il 18 marzo 1999 e vinto per 3-0 contro il Panionios.
Nella stagione 1999-2000 si trasferisce al Treviso dove disputa il campionato italiano di Serie B. L'ottima stagione disputata con 31 partite e 2 reti attrae le attenzioni del Vicenza che lo ingaggia per rafforzarsi in vista nel campionato italiano di Serie A.
Crovari conquista ben presto la fiducia del mister Edoardo Reja e compie il proprio debutto in Serie A in occasione della prima giornata disputata il 1 ottobre 2000 allo Stadio San Siro contro il Milan.
Nel Vicenza mette a referto 19 presenze, ma questo non evita una retrocessione nel campionato cadetto. Al termine di questa stagione, Crovari subisce un infortunio al ginocchio e ne risente la stagione 2002-03 con 10 partite giocate e 1 rete contro la Ternana.
Nella stagione 2003-04 disputa 5 partite nel campionato cadetto e nell'annata successiva mette a referto 2 gettoni di presenza.
Crovari continua ad indossare i colori del Vicenza e nel campionato cadetto 2004-05 gioca 13 incontri con 2 reti realizzate contro l'Empoli e contro l'AlbinoLeffe.
Nella stagione 2005-06 gioca 15 partite e in quella successiva colleziona 19 presenze.
Dopo 91 presenze totali e 3 reti in 7 stagioni con la maglia del Vicenza, Crovari si trasferisce al Padova per disputare il campionato 2007-08 italiano di Serie C1 dove colleziona 27 partite. Durante la stagione 2008-09, dopo altre 5 partite disputate, rescinde il contratto da giocatore e avvia la sua carriera da dirigente.

### Dirigente
Nel gennaio 2009 diventa osservatore della società sportiva Padova, mentre nel luglio dello stesso anno viene nominato responsabile degli osservatori.
Nel giugno 2014 viene nominato responsabile dell'area scouting della società sportiva Ascoli.
Nel settembre 2015 entra a far parte dell'area scouting della Juventus, mentre nel luglio 2022 viene nominato responsabile area Under 20 Italy Scouting della società bianconera.

## Palmarès
- Coppa delle Coppe: 1

Lazio: 1998-1999

## Statistiche

### Presente e reti nei club
| Stagione        | Squadra         | Campionato      | Campionato | Campionato | Coppe nazionali | Coppe nazionali | Coppe nazionali | Coppe continentali | Coppe continentali | Coppe continentali | Altre coppe | Altre coppe | Altre coppe | Totale | Totale |
| Stagione        | Squadra         | Comp            | Pres       | Reti       | Comp            | Pres            | Reti            | Comp               | Pres               | Reti               | Comp        | Pres        | Reti        | Pres   | Reti   |
| --------------- | --------------- | --------------- | ---------- | ---------- | --------------- | --------------- | --------------- | ------------------ | ------------------ | ------------------ | ----------- | ----------- | ----------- | ------ | ------ |
| 1994-1995       | Monza           | C1              | 4          | 0          | CI              | -               | -               | -                  | -                  | -                  | -           | -           | -           | 4      | 0      |
| 1995-gen. 1996  | Monza           | C1              | 7          | 0          | CI              | -               | -               | -                  | -                  | -                  | -           | -           | -           | 7      | 0      |
| gen.-giu. 1996  | Solbiatese      | C2              | 21         | 0          | CI              | -               | -               | -                  | -                  | -                  | -           | -           | -           | 21     | 0      |
| 1996-1997       | Monza           | C1              | 23+3       | 2+1        | CI              | 2               | 0               | -                  | -                  | -                  | -           | -           | -           | 28     | 3      |
| 1997-1998       | Monza           | B               | 31         | 4          | CI              | 2               | 0               | -                  | -                  | -                  | -           | -           | -           | 33     | 4      |
| 1998-gen. 1999  | Monza           | B               | 13         | 2          | CI              | -               | -               | -                  | -                  | -                  | -           | -           | -           | 13     | 2      |
| Totale Monza    | Totale Monza    | Totale Monza    | 81         | 9          |                 | 4               | 0               |                    | -                  | -                  |             | -           | -           | 85     | 9      |
| gen.-giu. 1999  | Lazio           | A               | -          | -          | CI              | -               | -               | CdC                | 1                  | 0                  | -           | -           | -           | 1      | 0      |
| 1999-2000       | Treviso         | B               | 31         | 2          | CI              | 4               | 1               | -                  | -                  | -                  | -           | -           | -           | 35     | 3      |
| 2000-2001       | L.R. Vicenza    | A               | 19         | 0          | CI              | 2               | 0               | -                  | -                  | -                  | -           | -           | -           | 21     | 0      |
| 2001-2002       | L.R. Vicenza    | B               | 10         | 1          | CI              | -               | -               | -                  | -                  | -                  | -           | -           | -           | 10     | 1      |
| 2002-2003       | L.R. Vicenza    | B               | 5          | 0          | CI              | 4               | 0               | -                  | -                  | -                  | -           | -           | -           | 9      | 0      |
| 2003-2004       | L.R. Vicenza    | B               | 2          | 0          | CI              | -               | -               | -                  | -                  | -                  | -           | -           | -           | 2      | 0      |
| 2004-2005       | L.R. Vicenza    | B               | 13+1       | 2          | CI              | 1               | 0               | -                  | -                  | -                  | -           | -           | -           | 16     | 2      |
| 2005-2006       | L.R. Vicenza    | B               | 15         | 0          | CI              | -               | -               | -                  | -                  | -                  | -           | -           | -           | 15     | 0      |
| 2006-2007       | L.R. Vicenza    | B               | 19         | 0          | CI              | -               | -               | -                  | -                  | -                  | -           | -           | -           | 19     | 0      |
| Totale Vicenza  | Totale Vicenza  | Totale Vicenza  | 84         | 3          |                 | 7               | 0               |                    | -                  | -                  |             | -           | -           | 91     | 3      |
| 2007-2008       | Padova          | C1              | 27         | 0          | CI              | -               | -               | -                  | -                  | -                  | -           | -           | -           | 27     | 0      |
| 2008-2009       | Padova          | C1              | 5          | 0          | CI              | 4               | 0               | -                  | -                  | -                  | -           | -           | -           | 9      | 0      |
| Totale Padova   | Totale Padova   | Totale Padova   | 32         | 0          |                 | 4               | 0               |                    | -                  | -                  |             | -           | -           | 36     | 0      |
| Totale carriera | Totale carriera | Totale carriera | 250        | 14         |                 | 19              | 1               |                    | 1                  | 0                  |             | -           | -           | 270    | 15     |